# Visión cristiana del divorcio
Las opiniones cristianas sobre el divorcio encuentran su base tanto en las fuentes bíblicas como en los textos escritos por los Padres de la Iglesia de la Iglesia cristiana primitiva, que fueron unánimes en la enseñanza respecto al tema.
Según los Evangelios sinópticos, Jesús hizo hincapié en la permanencia del matrimonio (véase Marcos 10 en los Versículos 1 a 12, Mateo 19; Lucas 16:18) pero también su integridad. En el Evangelio de Marcos, Jesús dice "El que repudia a su mujer y se casa con otra, comete adulterio contra ella. Y si una mujer repudia a su marido y se casa con otro, comete adulterio" El Evangelio de Lucas añade que los que se casan con personas divorciadas también cometen adulterio, como se registra en Lucas 16;18.  1 Corintios 6:9-10 afirma que los adúlteros "no heredarán el reino de Dios".   Sin embargo, El Pastor de Hermas, una obra cristiana primitiva sobre el tema, enseña que si bien la fornicación es la única razón por la que se puede permitir el divorcio, volver a casarse con otra persona está prohibido para permitir el arrepentimiento y la reconciliación del marido y la mujer (quienes se niegan a perdonar y recibir a su cónyuge son culpables de un grave pecado).  De esta enseñanza cristiana se hace eco 1 Corintios 7: 10-11, que prohíbe el divorcio y establece que aquellos cónyuges que hayan abandonado a su marido/mujer deben devolver a su pareja; si eso es absolutamente imposible, el marido y la mujer deben permanecer casta. 
Tanto en el Evangelio de Mateo como en el de Marcos, Jesús recuerda y cita Génesis 1:27 ("varón y hembra los creó"), y Génesis 2:24 ("dejará el hombre a su padre y a su madre, y se unirá a su mujer, y los dos serán una sola carne"). Pablo Apóstol coincidía pero añadía una excepción, interpretada según la catolicismo romano como el privilegio paulino; esta interpretación de las palabras de Pablo enseña que en el caso de una pareja no cristiana (ninguna de las partes ha recibido nunca el sacramento del bautismo) en la que una de las partes se convierte al cristianismo y recibe el sacramento del bautismo, a esa parte se le permite contraer matrimonio cristiano si y sólo si el cónyuge no cristiano se separa. 
La Iglesia católica no prohíbe el divorcio civil; sin embargo, un católico no puede volver a casarse después de un divorcio civil a menos que haya recibido una anulación (un hallazgo de que el matrimonio no era canónicamente válido) bajo un estrecho conjunto de circunstancias. La Iglesia Ortodoxa Oriental permite el divorcio y las segundas nupcias en la iglesia en determinadas circunstancias, aunque sus normas son generalmente más restrictivas que las normas de divorcio civil de la mayoría de los países. La mayoría de las iglesias protestantes desaconsejan el divorcio, aunque la forma de abordarlo varía según la denominación; por ejemplo, la Iglesia Unida de Cristo permite el divorcio y admite la posibilidad de volver a casarse, mientras que denominaciones como la Mennonite Christian Fellowship y la Conferencia de la Iglesia Metodista Evangélica prohíben el divorcio salvo en caso de fornicación y no permiten que los divorciados se vuelvan a casar. 
Con respecto al estado cristiano, los emperadores cristianos Constantino y Teodosio restringieron los motivos de divorcio a causas graves, pero esto fue suavizado por Justiniano en el siglo VI. Tras la caída del imperio, la vida familiar fue regulada más por la autoridad eclesiástica que por la civil.

## Iglesia católica
Aunque el matrimonio aún no era sacramento dogmáticamente definido, en el siglo IX o X, la tasa de divorcios se había reducido enormemente bajo la influencia de la Iglesia católica, que consideraba el matrimonio como instituido por Dios y Cristo indisoluble por la mera acción humana. Posteriormente, el matrimonio fue definido dogmáticamente como un sacramento, a partir de 1208, cuando el papa Inocencio III exigió a los miembros de otro movimiento religioso que reconocieran que el matrimonio era un sacramento como condición para ser recibidos de nuevo en la Iglesia católica.  En 1254, los católicos acusaron a los valdenses de condenar el sacramento del matrimonio, "diciendo que las personas casadas pecan mortalmente si se unen sin esperanza de descendencia". En 1439 el Concilio de Florencia definió el matrimonio como un sacramento, solidificando el desarrollo de la doctrina de los doce siglos anteriores y describió el matrimonio como "insoluble" "ya que significa la unión indivisible de Cristo y la iglesia." El pasaje sigue: "Aunque la separación del lecho es lícita a causa de la fornicación, no es lícito contraer otro matrimonio, ya que el vínculo de un matrimonio legítimamente contraído es perpetuo."
Aunque el divorcio, tal y como se conoce hoy en día, estaba generalmente permitido en Europa occidental después del siglo X, la separación de marido y mujer y la anulación del matrimonio también eran bien conocidas. Lo que hoy se conoce como manutención por separado (o "separación matrimonial") se denominaba divorcio a mensa et thoro ("divorcio de cama y pensión"). El marido y la mujer quedaban separados físicamente y se les prohibía vivir o cohabitar juntos, pero su relación matrimonial no terminaba del todo. Los tribunales civiles no tenían competencias sobre el matrimonio o el divorcio.
La Iglesia Católica se opuso históricamente a la legalización del divorcio civil en los países católicos. Por ejemplo, cuando la República española legalizó el divorcio en España por primera vez, el Papa Pío XI escribió: 'la nueva legislación española, con la deletérea introducción del divorcio, se atreve a profanar el santuario de la familia, implantando así, con el intento de disolución de la sociedad doméstica, los gérmenes de la más triste ruina para el bienestar civil.'.
El derecho canónico no prevé el divorcio, pero se puede conceder la declaración de nulidad cuando se demuestra que no se daban las condiciones esenciales para contraer un matrimonio válido, es decir, que el sacramento no se celebró por algún impedimento. Las causas de nulidad son determinadas por la autoridad eclesiástica y aplicadas en tribunales eclesiásticos. La anulación se conocía como "divorcio al vínculo matrimonial", o "divorcio de todos los vínculos matrimoniales", por canónico causas de impedimento existentes en el momento del matrimonio. "Pues en los casos de divorcio total, el matrimonio es declarado nulo, por haber sido ilícito ab initio."
La Iglesia sostiene que el sacramento del matrimonio produce una persona a partir de dos, inseparables entre sí: "La Sagrada Escritura afirma que el hombre y la mujer fueron creados el uno para el otro: 'No es bueno que el hombre esté solo'. La mujer, 'carne de su carne', su igual, su más cercana en todas las cosas, le es dada por Dios como 'compañera'; representa así a Dios, de quien procede nuestra ayuda. Por eso deja el hombre a su padre y a su madre y se une a su mujer, y se hacen una sola carne". El Señor mismo muestra que esto significa una unión inquebrantable de sus dos vidas, recordando cuál había sido el plan del Creador 'en el principio': 'Así que ya no son dos, sino una sola carne. Puesto que marido y mujer se convirtieron en una sola persona al contraer matrimonio, esa unidad sólo puede verse como nula si las partes contrajeron matrimonio inicialmente de forma indebida, en cuyo caso el matrimonio no existe válidamente.
En 2016, el papa Francisco publicó Amoris laetitia, que se refiere a la recepción de la Sagrada Comunión por parte de los divorciados y vueltos a casar que viven juntos "más uxoriales". Sin embargo, no se ha producido ninguna actualización del Derecho Canónico Católico Romano como resultado de esta exhortación apostólica.

## Iglesia ortodoxa
La Iglesia ortodoxa reconoce que hay ocasiones en las que las parejas deben separarse, y permite volver a casarse por la Iglesia, aunque sus normas de divorcio son más estrictas que las del divorcio civil en la mayoría de los países. Para los ortodoxos orientales, el matrimonio es "indisoluble", es decir, no debe romperse, y la violación de esa unión, considerada sagrada, es un delito derivado del adulterio o de la ausencia prolongada de uno de los cónyuges. Así, permitir las segundas nupcias es un acto de compasión de la Iglesia hacia el hombre pecador. Una tasa de divorcio muy baja entre los cristianos ortodoxos de Grecia puede sugerir que lo mismo puede decirse de los cristianos ortodoxos de EE. UU. Sin embargo, las tasas de EE. UU. no son concluyentes. La tasa de divorcio real es probablemente algo más alta debido a los divorcios civiles obtenidos sin un divorcio eclesiástico que los acompañe. A los divorciados se les suele permitir volver a casarse, aunque su obispo les suele imponer una penitencia y los servicios para el segundo matrimonio, en este caso, son más penitenciales que alegres. La Iglesia Ortodoxa afirma tradicionalmente que "bendice el primer matrimonio, celebra el segundo, tolera el tercero y prohíbe el cuarto". A los cónyuges viudos se les permite volver a casarse sin repercusiones y su segundo matrimonio se considera tan bendecido como el primero. Una excepción a esta regla es el clero y sus esposas. Si un sacerdote casado muere, se espera que su viuda no vuelva a casarse. Los sacerdotes viudos tampoco pueden volver a casarse y suelen acabar en monasterios.

## Iglesias ortodoxas orientales
Las Iglesias Ortodoxas Orientales son más severas que la Iglesia Ortodoxa Oriental en materia de divorcio y adoptan una posición intermedia entre Roma y Constantinopla, permitiéndolo sólo en caso de adulterio. Esta postura es válida tanto para la Iglesia Ortodoxa Siria, la Iglesia Apostólica Armenia, la Iglesia ortodoxa de Etiopía y la Iglesia Ortodoxa Copta.

## Iglesias anglicanas

Enrique VIII de Inglaterra es conocido por romper con la Iglesia católica en parte para obtener una anulación

.

### Historia temprana
El divorcio seguido de segundas nupcias era ilegal en la Inglaterra moderna temprana, convirtiéndose en delito grave en 1604, tipificado como bigamia.
Bajo la influencia del derecho eclesiástico y la tradición, Inglaterra careció de leyes generales de divorcio civil hasta 1857. Los pocos divorcios civiles que se produjeron en Inglaterra y Gales antes de 1857 fueron por ley del Parlamento y, por lo tanto, se limitaron a aquellos con la riqueza, el poder o las conexiones para asegurar la aprobación de un private bill. La Divorce Bill of 1857 introdujo una legislación que concedía el divorcio; fue aprobada con la oposición de la mayoría del clero.  La Ley de Causas Matrimoniales de 1937 modificó la ley de 1857, ampliando en gran medida las causas de divorcio para asuntos distintos del adulterio.

### Perspectivas anglicanas prominentes
Varios anglicanos se han opuesto al divorcio y a las segundas nupcias:
- Isabel I y el arzobispo Parker.[41]
- Edmund Bunny (c. 1595), ministro de Yorkshire, publica sermones y tratados.[42]
- John Dove (c. 1601) predicador en St Paul's Cross.[43]
- John Howson (c. 1602) vicecanciller de Oxford, 1602.[44]

Los puritanos fueron un movimiento reformista inglés dentro de la Iglesia de Inglaterra que pretendía eliminar su influencia católica romana y completar la reforma. Apoyaban en gran medida la disolubilidad matrimonial promoviendo el divorcio y las segundas nupcias.[cita requerida] Entre los puritanos prominentes que presionaron a la Iglesia de Inglaterra se incluyen:
- John Rainolds, un prominente académico durante el reinado de la reina Isabel.[45]
- William Whatley, ministro de Banbury.[46]
- John Milton

### Comunión Anglicana actual
En 2002, la Iglesia de Inglaterra derogó una prohibición de larga data sobre las personas divorciadas volver a casarse hasta después de la muerte de un cónyuge en "circunstancias excepcionales"." Por eso el rey Eduardo VIII, que se casó con Wallis Simpson (divorciada y con un exmarido vivo) en 1936 (es decir. es decir, antes de 2002), no pudo seguir siendo Rey (y cabeza de la Iglesia de Inglaterra), mientras que el Príncipe Carlos de Gales (más tarde Rey Carlos III) pudo casarse con Camilla Parker Bowles (divorciada con un ex-marido vivo) en 2005 (es decir, después de 2002) y más tarde convertirse en Rey y cabeza de la Iglesia.
La moderna Iglesia Anglicana de Canadá permite el divorcio y las segundas nupcias.

## Nuevo matrimonio de divorciados

### Las segundas nupcias como adulterio
.

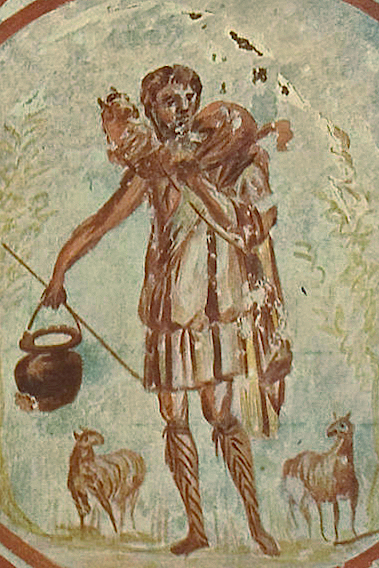
El pastor de Hermas,, Catacumbas de Roma

Varios a lo largo de la historia han mantenido la postura de que los divorciados que pretenden casarse con una nueva parte mientras su primer cónyuge sigue vivo constituye adulterio.
El Pastor de Hermas (c. 140) afirmó:

Pero si repudia a su mujer y se casa con otra, también comete adulterio. Y yo le dije: "¿Y si la mujer repudiada se arrepintiera y quisiera volver con su marido? Y él me respondió: "Ciertamente. Si el marido no la acepta, peca y comete un gran pecado, pues debe aceptar a la pecadora que se ha arrepentido."

Atenágoras de Atenas desaconseja volver a casarse incluso después de la muerte:

[...]una persona debe permanecer como nació, o contentarse con un matrimonio; porque un segundo matrimonio es sólo un adulterio engañoso. "Porque cualquiera que repudia a su mujer", dice Él, "y se casa con otra, comete adulterio"; Mateo 19:9 no permitiendo que un hombre despida a aquella cuya virginidad ha puesto fin, ni que se case de nuevo. Porque el que se priva de su primera mujer, aunque esté muerta, es un adúltero encubierto, resistiendo a la mano de Dios, porque en el principio Dios hizo un solo hombre y una sola mujer, y disolviendo la más estricta unión de carne con carne, formada para el coito de la raza.<

Jerónimo afirmó que "si, mientras vive su marido, se casa con otro hombre, será llamada adúltera" Sin embargo, Jerónimo también afirmó que:

[...]si tu hermana, que, como ella dice, ha sido forzada a una segunda unión, desea recibir el cuerpo de Cristo y no ser considerada adúltera, que haga penitencia; al menos hasta el momento en que comience a arrepentirse para no tener más relaciones con ese segundo marido que no debería ser llamado marido sino adúltero.

Agustín de Hipona:

Nuestro Señor, pues, para confirmar el principio de que la mujer no debe ser repudiada a la ligera, hizo la única excepción de la fornicación; pero ordena que todas las demás molestias, si es que surgen, sean soportadas con fortaleza en aras de la fidelidad conyugal y de la castidad; y también llama adúltero al hombre que se case con la divorciada de su marido. Y el Apóstol Pablo muestra el límite de este estado de cosas, pues dice que debe observarse mientras viva el marido; pero a la muerte del marido da permiso para casarse.<

El canónigo Christopher Wordsworth (más tarde obispo) de la Iglesia de Inglaterra se opuso a la Ley de Divorcio de 1857, junto con la mayoría del clero de la Iglesia de Inglaterra. En los sermones de Woodsworth, describe el nuevo matrimonio como adulterio.

## Iglesias reformadas
La Confesión de Fe de Westminster (WCF), que es una norma secundaria de la Iglesia Presbiteriana, permite el divorcio en determinadas circunstancias. En el capítulo 24, sección 5, afirma que el contrato matrimonial puede disolverse en caso de adulterio o abandono, citando a ateo 5.31  como prueba.
La Iglesia Reformada en América afirma "proporcionar apoyo y ayuda durante el estrés matrimonial y durante el difícil período de reconstrucción tras el divorcio; y asegurar en la medida de lo posible el éxito de cualquier nuevo matrimonio que tenga lugar".

## Iglesias metodistas
Los puntos de vista tradicionales metodistas sobre el divorcio se han expresado en el Libro de Disciplina de la iglesia madre del metodismo, la Iglesia Metodista Episcopal, así como en escritos históricos de ministros metodistas como Jerry Miles Humphrey, que escribió Una palabra de advertencia sobre el divorcio y el matrimonio. Las Doctrinas y Disciplinas de la Iglesia Metodista Episcopal (1884) enseña que Ningún divorcio, excepto por adulterio, será considerado por la Iglesia como lícito; y ningún Ministro solemnizará matrimonio en ningún caso en que viva una esposa o esposo divorciado: pero esta Regla no se aplicará a la parte inocente de un divorcio por causa de adulterio, ni a los divorciados que pretendan reunirse en matrimonio.  La enseñanza y disciplina eclesiástica actual con respecto al divorcio varía según el Conexionalismo metodista. La Conexión Metodista Wesleyana de Allegheny, en su Disciplina de 2014, enseña:

Creemos que el único matrimonio legítimo es la unión de un hombre y una mujer (Génesis 2:24; Romanos 7:2; 1 Corintios 7:10; Efesios 5:22, 23). Deploramos los males del divorcio y de las segundas nupcias. Consideramos el adulterio como el único motivo de divorcio justificable según las Escrituras; y la parte culpable de adulterio ha perdido por su acto la condición de miembro de la Iglesia. En caso de divorcio por otra causa, a ninguna de las partes se le permitirá casarse de nuevo durante la vida de la otra; y la violación de esta ley será castigada con la expulsión de la iglesia (Mateo 5:32; Marcos 10:11, 12). En la aplicación de estos principios, la culpabilidad se establecerá de acuerdo con los procedimientos judiciales establecidos en La Disciplina.

.

## Iglesias luteranas
Martín Lutero deploraba el divorcio y "creía claro, tanto por la ordenanza de la creación como por la enseñanza de Cristo, que el matrimonio está destinado a durar toda la vida".  Enseñó que la parte inocente en adulterio y la parte inocente en la deserción eran excepciones en las que el divorcio estaba permitido por motivos bíblicos.  Con respecto a la parte inocente en adulterio, Lutero sostenía que "la parte culpable rompió el vínculo matrimonial de modo que el inocente puede actuar como si su cónyuge hubiera muerto y es libre de casarse de nuevo".  Con respecto a la parte inocente en el abandono, Lutero enseñó que esto era una extensión del privilegio paulino ya que "cualquier esposo o esposa que abandonara el hogar demostraba ser incrédulo de hecho, sin importar lo que fuera de nombre, y por lo tanto debía ser tratado como tal"."

## Enleces externos
- Divorce and also Remarriage in the Early Church
- What the Early Christians Believed About Divorce and Remarriage - Scroll Publishing Company

- Datos: Q5110398